# Lee Sung-jae
Lee Sung-jae (en hangul, 이성재; hanja: 李誠宰; RR: I Seong-jae; n. 23 de agosto de 1970-), es un actor surcoreano.

## Biografía
Es hijo de Lee Kang-tae (이강태), tiene un hermano mayor llamado Lee Won-jae (un coronel del ejército). Su padre falleció en 2014 después de perder su batalla de 20 años contra la enfermedad de Lou Gehrig.
Estudió en el departamento de teatro y cine de la Universidad Dongguk (Dongguk University).
Es amigo del actor surcoreano Cha Seung-won.
En 1996 se casó con Kim Jin-sook (김진숙), la pareja tiene dos hijas Lee In-yeong (이인영) nacida en 1996 y Lee Chae-yeong (이채영) nacida en 1998.

## Carrera
Es miembro de la agencia Koom Entertainment (쿰엔터테인먼트). Previamente fue miembro de la agencia IOK Company (아이오케이컴퍼니, previamente conocida como Branded Entertainment).
El 2 de octubre de 1999 apareció como parte del elenco principal de la película Attack the Gas Station donde interpretó a No Mark, el líder del grupo de matones callejeros y ladrones, así como un aspirante a jugador de béisbol.
En 2011 protagonizó la película histórica String Song con el papel del músico Woo-reuk.
El 19 de septiembre de 2011 se unió al elenco principal de la serie Poseidon donde dio vida a Kwon Jung-ryool, el líder del equipo de investigación de inteligencia de la policía marítima y un oficial naval adicto al trabajo.
En abril de 2013 se unió al elenco de la serie Gu Family Book donde interpretó a Jo Gwan-woong, un noble malvado y peligroso que orquesta una serie de asesinatos para alcanzar su plan contra Joseon y persigue a Choi Kang-chi (Lee Seung-gi).
El 13 de mayo del mismo año se unió al elenco principal de la serie Mirror of the Witch (también conocida como "Secret Healer") donde dio vida a Choi Hyun-seo, un chamán que ayuda a Yeon-hee (Kim Sae-ron).
El 23 de septiembre del mismo año se unió al elenco principal de la serie The Suspicious Housekeeper donde interpretó a Eun Sang-chul, un hombre que tiene que superar una serie de dificultades y criar a sus cuatro hijos luego de la repentina muerte de su esposa, hasta el final de la serie el 26 de noviembre del mismo año.
En mayo de 2015 se unió al elenco recurrente de la serie Warm and Cozy donde dio vida a Song Jung-geun, el medio hermano mayor de Baek Gun-woo (Yoo Yeon-seok) y presidente de "Noblesse Resort".
En mayo de 2016 se unió al elenco principal de la serie Goodbye to Goodbye donde interpretó a Han Sang-jin, un piloto y el esposo de Seo Young-hee (Chae Shi-ra).
En agosto del mismo año se unió al elenco principal de la serie Jealousy Incarnate donde dio vida a Kim Rak, un amable y cariñoso chef propietario de un restaurante, que también es el arrendatario de Pyo Na-ri (Gong Hyo-jin) y su familia.
En mayo de 2019 se unió al elenco de la serie Abyss donde interpretó al médico Oh Young-chul, un reconocido cirujano que tiene una actitud misteriosa y secretos ocultos.
En diciembre de 2019 se unió al elenco principal de la serie Diary of a Prosecutor donde dio vida al fiscal Jo Min-ho, el jefe de la unidad criminal/penal 2 de la fiscalía del Distrito de Jinyoung, hasta el final de la serie en febrero de 2020.
En noviembre de 2021 se unirá al elenco principal de la serie Show Window: Queen's House donde interpretará a Shin Myung-seob, un hombre que comienza una aventura.

## Filmografía

### Series de televisión
| Año     | Título                                      | Personaje                        | Notas                     | Ref.          |
| ------- | ------------------------------------------- | -------------------------------- | ------------------------- | ------------- |
| 1994    | Big Sister (큰 언니)                        | -                                |                           |               |
| 1995    | The Love of Two Women                       | -                                |                           |               |
| 1995    | 4th Republic (제4공화국)                    | -                                |                           |               |
| 1997    | Yesterday                                   | Yoon Min-su                      | 21 episodios              |               |
| 1997    | Country Diaries (전원일기)                  | 영남의 친구                      |                           |               |
| 1997-98 | Beyond the Horizon                          | 박종태                           |                           |               |
| 1998    | Lie                                         | Seo Joon-hee                     | 20 episodios              |               |
| 2006    | Stranger Than Paradise                      | No Yoon-jae                      | 16 episodios              |               |
| 2008    | Lawyers of Korea                            | Han Min-gook                     | 16 episodios              | [ 20 ] [ 21 ] |
| 2011    | Poseidon                                    | Kwon Jung-ryool                  | 16 episodios              | [ 22 ]        |
| 2012    | How Long I've Kissed (A Wife's Credentials) | Kim Tae-oh                       | 16 episodios              | [ 23 ]        |
| 2012-13 | The Sons (Rascal Sons)                      | Yoo Hyun-gi                      | 50 episodios              | [ 24 ]        |
| 2013    | Gu Family Book                              | Jo Gwan-woong                    |                           |               |
| 2013    | The Suspicious Housekeeper                  | Eun Sang-chul                    | 20 episodios              |               |
| 2014-15 | The King's Face                             | Rey Seonjo                       | 23 episodios              | [ 25 ] [ 26 ] |
| 2015    | Warm and Cozy                               | Song Jung-geun                   |                           |               |
| 2016    | Mirror of the Witch                         | Choi Hyun-seo                    |                           |               |
| 2016    | Love in the Moonlight                       | Masetro Jeong                    | Aparición especial, ep. 4 |               |
| 2016    | Jealousy Incarnate                          | Kim Rak                          |                           | [ 27 ]        |
| 2018    | Goodbye to Goodbye                          | Han Sang-jin                     | 40 episodios              |               |
| 2019    | Abyss                                       | Dr. Oh Young-chul / Oh Sung-chul |                           | [ 28 ]        |
| 2019-20 | Diary of a Prosecutor                       | Jo Min-ho                        | 16 episodios              |               |
| 2021-22 | Show Window: Queen's House                  | Shin Myung-seob                  | 16 episodios              | [ 29 ] [ 30 ] |
| 2022-23 | Red Balloon                                 | Ji Nam-chul                      | 20 episodios              | [ 31 ] [ 32 ] |
| 2025    | The Art of Negotiation                      |                                  | Aparición especial        | [ 33 ]        |

### Películas
| Año  | Título                       | Personaje                     | Notas                                                            | Ref.   |
| ---- | ---------------------------- | ----------------------------- | ---------------------------------------------------------------- | ------ |
| 1998 | Art Museum by the Zoo        | Choon-hee                     | junto a Shim Eun-ha, Ahn Sung-ki y Song Seon-mi                  |        |
| 1999 | Ghost in Love                | Kantorates                    | junto a Kim Hee-sun, Cha Seung-won y Jang Jin-young              |        |
| 1999 | Attack the Gas Station       | No Mark                       |                                                                  |        |
| 2000 | Barking Dogs Never Bite      | Go Yoon-joo                   | junto a Bae Doona, Kim Ho-jung, Byun Hee-bong y Go Soo-hee       |        |
| 2001 | A Day                        | Seok-yoon                     | junto a Ko So-young, Kim Chang-wan y Yoon So-jung                |        |
| 2001 | Kick the Moon                | Park Yeong-jun                |                                                                  |        |
| 2002 | Public Enemy                 | Cho Kyu-hwan                  |                                                                  | [ 34 ] |
| 2004 | Ice Rain                     | Kang Joong-hyun               | junto a Song Seung-heon, Kim Ha-neul y Yoo Hae-jin               |        |
| 2004 | Dance With The Wind          | Park Pung-shik                |                                                                  |        |
| 2004 | Shinsukki Blues              | Shin Suk-ki                   | junto a Lee Jong-hyuk, Shin Yi y Kim Hyun-joo                    |        |
| 2006 | Holiday                      | Ji Gang-hyeok                 |                                                                  |        |
| 2006 | Daisy                        | Jeong-woo                     |                                                                  |        |
| 2007 | The Mafia, The Salesman      | Gye Doo-shik                  |                                                                  |        |
| 2010 | Dreams Come True             | Comandante del 1.er Escuadrón |                                                                  |        |
| 2010 | Natalie                      | Hwang Jun-hyuk                | junto a Kim Ji-hoon, Park Hyun-jin y Kim Ki-yeon                 |        |
| 2011 | String Song                  | U-reuk                        | junto a Wang Seok-hyun, Lee Da-hae, Moon Jeong-hee y Nam Ji-hyun |        |
| 2018 | Human, Space, Time and Human | Político                      | junto a Mina Fujii, Jang Keun-suk, Ahn Sung-ki y Ryoo Seung-bum  |        |
| 2022 | Carter                       | Kim Jong-hyuk                 | junto a Joo Won y Jung Jae-young                                 | [ 35 ] |

### Programas de variedades
| Año              | Programa                                      | Notas                                          | Ref.   |
| ---------------- | --------------------------------------------- | ---------------------------------------------- | ------ |
| 2004, 2010, 2014 | Happy Together: Season 3 Happy Together       | (ep. 147, 374) - invitado (ep. 124) - invitado |        |
| 2013             | When a Man Lives Alone                        | miembro - (variedad-documental)                | [ 36 ] |
| 2013             | Healing Camp (Healing Camp, Aren't You Happy) | (ep. 121-122) - invitado                       |        |
| 2013, 2016       | I Live Alone                                  | (ep. 143) - invitado (ep. 1-37) - miembro      |        |
| 2014             | Running Man                                   | (ep. 211-212) - invitado                       | [ 37 ] |
| 2015             | Law of the Jungle in Indochina                | (ep. 154-162) - miembro                        |        |
| 2016             | Please Take Care of My Refrigerator           | (ep. 80-81) - invitado                         |        |
| 2016-17          | Flower Crew: Season 1                         | (ep. 17-29) - miembro (ep. 13-14) - invitado   |        |
| 2018             | Coveted Cruise                                |                                                | [ 38 ] |
| 2022             | You Quiz On The Block                         | invitado                                       | [ 39 ] |

### Programas de radio
| Año  | Programa                       | Cadena     | Notas |
| ---- | ------------------------------ | ---------- | ----- |
| 2015 | EBS 책 읽는 라디오 낭독 시리즈 | EBS FM     |       |
| 2014 | CCM 캠프                       | CBS 표준FM |       |

### Aparición en videos musicales
| Año  | Intérprete | Canción                                       | Notas |
| ---- | ---------- | --------------------------------------------- | ----- |
| 2010 | Gain       | "Irreversible (Lie and Lie)" (돌이킬 수 없는) |       |

### Revistas / sesiones fotográficas
| Año  | Título            | Notas                      |
| ---- | ----------------- | -------------------------- |
| 2014 | Men's Health      | (publicación de diciembre) |
| -    | L'Officiel Hommes |                            |
| -    | Sure Magazine     |                            |

## Discografía

### Álbum
| Año  | Título              | Canción       | Notas |
| ---- | ------------------- | ------------- | ----- |
| 2010 | Road for Hope       | "넌 사랑이야" |       |
| 2010 | Road for Hope‘선물' | "넌 사랑이야" |       |

## Apoyo a caridad
En junio de 2014 junto a un total de otras celebridades, incluidos Bae Doona, Yoo Hee-yeol, Jung Jun-ho, Kim Sung-ryung, Park Bo-young, Yoon Jong-shin, VIXX, L, Kim Heechul, Crying Nut y Heo Ji-woong, se unieron en la batalla de "Green Umbrella Child Fund Korea" contra la pobreza infantil a través de la campaña "Love, One More".

## Premios y nominaciones
| Año  | Premio                                        | Categoría                                                | Trabajo                    | Resultado |
| ---- | --------------------------------------------- | -------------------------------------------------------- | -------------------------- | --------- |
| 2018 | MBC Drama Award                               | Top Excellence Award, Actor in a Weekend Special Project | Goodbye to Goodbye         | Nominado  |
| 2018 | 6th APAN Star Award                           | Top Excellence Award, Actor in a Serial Drama            | Goodbye to Goodbye         | Nominado  |
| 2016 | SBS Drama Award                               | Excellence Award, Actor in a Romantic-Comedy Drama       | Jealousy Incarnate         | Nominado  |
| 2015 | MBC Drama Award                               | Best Supporting Actor in a Miniseries                    | Warm and Cozy              | Nominado  |
| 2013 | 2nd APAN Star Award                           | Acting Award, Actor                                      | Gu Family Book             | Nominado  |
| 2013 | 21st SBS Drama Award                          | Excellence Award, Actor in a Mid-length Drama            | The Suspicious Housekeeper | Nominado  |
| 2012 | MBC Drama Award                               | Top Excellence Award, Actor in a Serial Drama            | The Sons                   | Nominado  |
| 2011 | KBS Drama Award                               | Excellence Award, Actor in a Miniseries                  | Poseidon                   | Nominado  |
| 2000 | 36th Baeksang Arts Award                      | Popularity Award                                         | Attack the Gas Station     | Ganó      |
| 1999 | 35th Baeksang Arts Award                      | Best New Actor                                           | Art Museum by the Zoo      | Ganó      |
| 1999 | 19th Korean Association of Film Critics Award | Best New Actor                                           | Art Museum by the Zoo      | Ganó      |
| 1999 | 7th Chunsa Film Art Award                     | Best New Actor                                           | Art Museum by the Zoo      | Ganó      |
| 1999 | 36th Grand Bell Award                         | Best New Actor                                           | Art Museum by the Zoo      | Ganó      |
| 1999 | 20th Blue Dragon Film Award                   | Best New Actor                                           | Art Museum by the Zoo      | Ganó      |
| 1998 | KBS Drama Award                               | Best New Actor                                           | Lie                        | Ganó      |